# María Pilar de la Oliva Marrades
María Pilar de la Oliva Marrades (Alzira, 2 d'abril de 1956), és una magistrada valenciana conservadora i Presidenta del Tribunal Superior de Justícia de la Comunitat Valenciana des de 2010, i reelegida en 2016.

## Biografia
Va iniciar-se el 1982 en la carrera judicial, essent destinada al Jutjat de Primera Instància i Instrucció número 1 de Calamocha a Terol, i posteriorment destinada a Jutjats mixtos de Llíria, Mataró i Castelló de la Plana. En 1987 va esdevindre magistrada titular del Jutjat d'Instrucció número 10 de València. De la Oliva està especialitzada en Dret Civil del País Valencià i en coneixement del valencià. Té fama d'independent i moderada.

### Docència
En 2015 fou la directora d'un curs de Macrocauses per a Consell General de Poder Judicial, i també ha participat com a ponent en diversos cursos, jornades i seminaris.

### Presidència del TSJCV
En setembre de 2010 el Consell General del Poder Judicial va proposar a Pilar de la Oliva, Pedro Castellano i Javier Lluc com a candidats a presidir el Tribunal Superior de Justícia de la Comunitat Valenciana, i el 5 de novembre de 2010 va ser triada pel Ple del Consell General del Poder Judicial com a Presidenta del Tribunal Superior de Justícia de la Comunitat Valenciana davant Juan Luis de la Rúa, la intervenció del qual havia estat polèmica en la tramitació de la branca valenciana de la Gürtel, una decisió que va recórrer Fòrum Judicial Independent i José de Madaria, un altre candidat al lloc de l'Audiència d'Alacant.
En 2015 era l'única dona a ostentar la presidència d'un Tribunal Superior de Justícia a l'Estat, i la segona en tota la història de la judicatura. El 28 de gener de 2016 va ser reelegida com a Presidenta de l'Alt Tribunal Valencià pel Consell General del Poder Judicial fins a 2021, amb 12 vots dels 21 del plenari, davant de Vicente Magro Servet, president de l'Audiència Provincial d'Alacant, que en va aconseguir els 9 restants.

## Coincidència
L'elecció de Teresa Gisbert com a Fiscal Superior de la Comunitat Valenciana en 2019 va provocar que els principals càrrecs de la justícia valenciana estigueren ocupats per quatre dones: Pilar de la Oliva, Gabriela Bravo (consellera de Justícia), Auxiliadora Borja (degana dels advocats) i Laura Oliver (degana dels procuradors).